# Ernest Ansermet
Ernest Alexandre Ansermet, född 11 november 1883, död 20 februari 1969, var en schweizisk dirigent.

## Biografi
Ansermet var ursprungligen matematiklärare i Lausanne, idkade musikstudier bland annat för André Gedalge i Paris och Ernest Bloch i Genève. Han var 1910-14 dirigent i Montreux, från 1915 i Genève och från 1918 vid det av honom grundade Orchestre de la Suisseromande. 1915-23 var han även kapellmästare vid Sergej Djagilevs ryska balett. Ansermet framträdde även som tonsättare och författare, han ledde 1933 med stor framgång Stockholms konsertförenings orkester. En av Ansermets elever var den schweiziske konstnären Alfred Ernest Peter.